# Bernard Bigot
Pour les articles homonymes, voir Bigot.
Bernard Bigot, né le 24 janvier 1950 à Blois (Loir-et-Cher) et mort le 14 mai 2022 à Lyon, est un chimiste français et un administrateur de grands organismes scientifiques.
Il est nommé haut commissaire à l'énergie atomique en 2003 par Jacques Chirac, fonction qu'il occupe jusqu'en 2009. Par la suite, il devient administrateur général du Commissariat à l'énergie atomique et vice-président du conseil de surveillance d'Areva[à vérifier] entre 2009 et 2014. Il se définit lui-même comme « un expert technique » dans le domaine du nucléaire.

## Biographie

### Études et diplômes
Bernard Bigot a été élève de l'École normale supérieure de Saint-Cloud et étudiant à l'université d'Orsay et à l'université Pierre-et-Marie-Curie. Il est agrégé de sciences physiques option chimie et docteur ès sciences en physique et chimie.

### Carrière
À la création de l'École normale supérieure de Lyon en 1985, Bernard Bigot est directeur adjoint chargé des études. Il est nommé en juillet 1993, directeur de la Mission scientifique et technique au ministère de l'Enseignement supérieur et de la Recherche, puis directeur général de la recherche et de la technologie de 1996 à 1997 au ministère de l'Éducation nationale, de l'Enseignement supérieur et de la Recherche, directeur adjoint chargé de la recherche (1998-2000), puis directeur (2000-2003) de l'École normale supérieure de Lyon, directeur de l'Institut de recherches sur la catalyse (UPR 5401) (1998-2002). Cité à comparaître dans une affaire de prêt illégal de main d'œuvre au sein de l'ENS, il est relaxé, tandis qu'un prestataire de l'école est condamné à deux mois de prison.
Il poursuit sa carrière comme directeur du cabinet de Claudie Haigneré, ministre déléguée à la Recherche et aux Nouvelles technologies, et directeur adjoint du cabinet de Luc Ferry, ministre de la Jeunesse, de l'Éducation nationale et de la Recherche (2002-2003).
En juillet 2003, il est nommé haut-commissaire à l'Énergie atomique, poste qu'il conserve jusqu'en mai 2009. Il est nommé en janvier 2009 administrateur général du Commissariat à l'Énergie atomique, en remplacement d'Alain Bugat. Par décret du 20 février 2009, il est en outre nommé au conseil d'administration d'Areva NC.
En 2011, il est reconduit en tant qu'administrateur général du CEA pour une durée de trois ans à compter du 9 janvier 2012, et entre au club d'influence Le Siècle.
Il est nommé en outre président du conseil d'administration de l'École supérieure de chimie, physique et électronique de Lyon au début 2011.
De juillet 2013 à décembre 2016, il préside le conseil de l'École nationale supérieure d'électricité et de mécanique de Nancy.
En novembre 2014, il est nommé pour succéder à Osamu Motojima en tant que directeur général du projet international de recherche ITER. Il est élu directeur général le 5 mars 2015, et réélu unanimement par le Conseil ITER en janvier 2019 pour cinq ans supplémentaires, mais il a été emporté par la maladie le 14 mai 2022. Son successeur a été désigné le 15 septembre 2022 par le Conseil ITER en la personne de Pietro Barabaschi.

### Autres fonctions
Bernard Bigot est membre de la Société française de chimie depuis 1986 et vice-président de la Fondation Jean Dausset. Depuis 2006, il est à la fois membre du Conseil économique de la Défense (CED), administrateur du Centre informatique national de l'enseignement supérieur (CINES) et président de la fondation de la maison de la Chimie.
À compter du 1er octobre 2011, Bernard Bigot est nommé pour deux ans président du comité de coordination de l’Alliance nationale de coordination de la recherche pour l’énergie (ANCRE). Créée le 17 juillet 2009, l’Alliance a pour mission de coordonner des recherches sur l’énergie menées par les organismes publics nationaux. Son objectif : faire progresser la connaissance fondamentale et l’activité économique liées à l’énergie. Outre ses quatre membres fondateurs (CEA, CNRS, IFP Énergies nouvelles et CPU), les organismes suivants sont membres associés : ANDRA, BRGM, CDEFI, CEMAGREF, CIRAD, CSTB, IFREMER, INERIS, INRA, IFSTTAR, INRIA, IRD, IRSN, LNE et ONERA.

## Travaux
Bernard Bigot est l'auteur d'un certain nombre de publications scientifiques dans des revues spécialisées de chimie théorique (photochimie, catalyse, état condensé).

## Sélection de publications
- Étude théorique de la réactivité des états excités des molécules organiques par la méthode des corrélations naturelles, thèse de doctorat en sciences physiques, Université Pierre-et-Marie-Curie, 1979.
- Propositions pour une gestion responsable à long terme de nos choix en matière de production électronucléaire, par Bernard Bigot, Haut-commissaire à l'énergie atomique, 2005.
- Systèmes nucléaires du futur : Génération IV, avant-propos par Philippe Pradel, postface par Bernard Bigot, Gif-sur-Yvette, Commissariat à l'énergie atomique, 2007.
- L'ENS de Lyon vingt ans après, un pari réussi : historique et évolution de l'École, de 1987 à 2007, à l'occasion du vingtième anniversaire de sa création, rédaction par Jacques Daillie, Marie-Christine Artru et Bernard Bigot, Lyon, École normale supérieure de Lyon, 2007.
- Dictionnaire des sciences et techniques nucléaires, réalisé sous l'autorité de Bernard Bigot, sous la direction de Gérard Santarini, 4ème édition, Sophia Antipolis, Omniscience, 2008.
- Chimie et enjeux énergétiques, avec Jean-Claude Bernier et Bernard Boullis, coordonné par Minh-Thu Dinh-Audouin, Danièle Olivier et Paul Rigny, préface par Bernard Bigot, Les Ulis, EDP Sciences, 2013.
- 50 ans de dissuasion nucléaire : exigences et pertinence au XXIe siècle, actes du colloque tenu le jeudi 20 novembre 2014 à l'Amphithéâtre Foch de l'École militaire, coorganisé par l'Armée de l'air et le CEA, sous le haut patronage de Jean-Yves Le Drian, du général d'armée aérienne Denis Mercier et de Bernard Bigot, Paris, Comité d'études de défense nationale, 2015.
- L'industrie chimique : quel avenir en France ?, dossier coordonné par Bernard Bigot, Jean-Luc Vo Van Qui, Rose Agnès Jacquesy, Armand Lattes et Jean-Pierre Clamadieu, Saint-Étienne, Éditions Eska, 2015.
- Chimie et énergies nouvelles, avec Christophe Béhar et Jean-Claude Bernier, coordonné par Minh-Thu Dinh-Audouin, Danièle Olivier et Paul Rigny, préface par Bernard Bigot, Les Ulis, EDP Sciences, 2022.

## Décorations
- Commandeur de la Légion d'honneur
- Officier de l'ordre national du Mérite
- Chevalier de l'ordre des Palmes académiques
- Étoile d'or et d'argent de l'ordre du Soleil levant [10]
- Commandeur de l'ordre royal de l'Étoile polaire

## Honneur
L'astéroïde (10144) Bernardbigot est nommé en son honneur.